# Lanark Bleu
 (juin 2022).
Si vous disposez d'ouvrages ou d'articles de référence ou si vous connaissez des sites web de qualité traitant du thème abordé ici, merci de compléter l'article en donnant les références utiles à sa vérifiabilité et en les liant à la section « Notes et références ».
Le Lanark Bleu (Lanark Blue) est un fromage de brebis produit dans le Lanarkshire en Écosse.
Il est produit à Ogcastle près du village de Carnwath par Humphrey Errington depuis 1985. Le veinage bleu provient du Penicillium roqueforti. Ce fromage a une saveur forte qui varie en fonction du moment de l'année où il est produit.
Le goût est proche de ce que l'on à sur le roquefort français.